# Bolsena Lacus

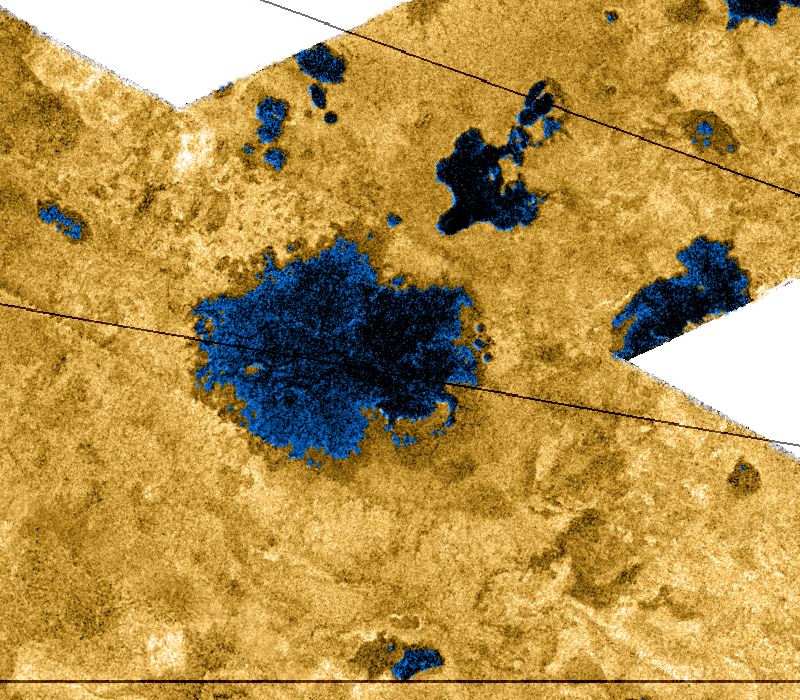
Nachkolorierte Radaraufnahme von Bolsena Lacus (Mitte). Rechts oberhalb liegt der See Sotonera Lacus.

Der Bolsena Lacus ist ein Methansee auf dem Saturnmond Titan. Er ist nach dem Bolsenasee in Italien benannt, hat einen Durchmesser von rund 101 Kilometer und befindet sich bei 75,8° N / 10,3° W. Damit befindet er sich in der nördlichen Polarregion des Saturnmondes Titan, wo sich auch die meisten anderen Seen auf dem Titan befinden. Der See wurde erstmals im Jahr 2007 auf Bildern entdeckt, die der Orbiter Cassini gemacht hatte. Der Name wurde am 27. September 2007 von der Internationalen Astronomischen Union (IAU) offiziell anerkannt.